# El hijo de la pantera rosa
Son of the Pink Panther (El hijo de la pantera rosa en español) es una película estadounidense de 1993, dirigida por Blake Edwards, quien se retiraría como cineasta después de esta producción.
Esencialmente, fue la novena y última de la saga clásica original de La Pantera Rosa, la mayoría dirigidas por Edwards y conmemoró el 30 aniversario de su primera aparición en escena. En su aspecto conceptual, presenta ciertas inconsistencias con la serie conocida.
Esta entrega final, realizada diez años después de su predecesora, tuvo una recepción bastante modesta de parte del público, al igual que las dos anteriores. Las críticas que recibió motivaron, en alguna medida, la cancelación de esta exitosa serie cómica por trece años.

## Argumento
La princesa Yasmin de Lugash (Debrah Farentino) es secuestrada en aguas territoriales francesas para obligar a su padre a abdicar y dejar en su lugar al amante de su madrastra en el poder. El ataque fue realizado por un general militar de un reino vecino con vínculos terroristas que desea reclamar el trono.
El comisario Dreyfuss (Herbert Lom) asigna el caso a un oficial joven llamado Jacques Gambrelli (Roberto Benigni). Dreyfuss se siente contrariado cuando empieza a notar cosas en el novato que le recuerdan al conocido inspector Jacques Clouseau.
Mientras investiga su desaparición en el sur de Francia, Gambrelli tiene un accidente automovilístico con los secuestradores, y cuando abre el maletero de la furgoneta que conducen y sin saberlo, encuentra a la princesa que él cree que es la hermana del conductor en el camino al hospital. 
Durante la investigación, Dreyfus se entera de que Gambrelli es de hecho el hijo ilegítimo del difunto inspector Jacques Clouseau (aunque anteriormente nunca se había mencionado en otra película), cuando llevan a los heridos (por Gambrelli). 
Dreyfus finalmente envía al torpe policía a rescatar a la princesa y demostrar que es el verdadero heredero de su padre.

## Comentarios
En Estados Unidos, el nombre del director antecedía al título de la película: Blake Edwards' Son of Pink Panther.
Esta fue la primera película de la serie de La Pantera Rosa en una década, tras dos intentos fallidos de continuarla después de la muerte de Peter Sellers. Sin embargo, el protagonista Roberto Benigni no tuvo una actuación acertada y estuvo nominado a los Razzie como la peor nueva estrella. 
Considerado como un relanzamiento de la serie, el plan era que Benigni -un popular comediante italiano que aún no se había descubierto en los Estados Unidos- la continuara en donde la había dejado Sellers. No obstante, El hijo de la Pantera Rosa no pudo generar el éxito comercial y el respaldo de los críticos, con lo que se demostró una vez más que la ausencia de Sellers era bastante notoria.
Benigni no fue la primera opción de Edwards para el papel.  Previamente se pensó en estrellas tan reconocidas como Kevin Kline, Rowan Atkinson, Gérard Depardieu y Tim Curry. Luego de su actuación en esta película, Benigni regresó al bajo perfil en que se encontraba.
Henry Mancini, aparece como el mismo, en un cameo en esta película.
El guion lo escriben Edwards, Madeleine y Steven Sunshine, basándose en una historia original de Edwards y en la biblia (caracteres) de la serie de Edwards y Maurice Richlin.

## Curiosidades
- En el reparto aparece Jennifer Edwards, la hija del director.
- Claudia Cardinale quien ya aparece en la primera película de La Pantera rosa, aquí hace el papel que hiciera Elke Sommer en "A Shot in the Dark" (1964): Maria Gambrelli (la madre del personaje de Roberto Benigni).
- Al actor Kevin Kline que fue considerado posiblemente para interpretar al hijo de la pantera rosa,irónicamente más adelante interpretaria un papel diferente,, al inspector Charles Deyfruss.